# Seki (Gifu)
Seki (Japans: 関市, Seki-shi) is een stad in de prefectuur Gifu op het eiland Honshu in Japan. De stad heeft een oppervlakte van 472,84 km² en eind 2008 ruim 92.000 inwoners. De rivier Nagara stroomt van noord naar zuid door Seki.

## Geschiedenis
De gemeente Seki ontstond op 1 juli 1889. Tussen 1930 en 1950 werden 5 dorpen bij de gemeente gevoegd.
Op 15 oktober 1950 werd Seki een stad (shi) tegelijk met de annexatie van nog een dorp. Tussen 1951 en 1956 volgden nog vier dorpen.
De laatste uitbreiding van Seki was op 7 februari 2005. Toen werden de gemeentes Mugegawa (武芸川町, Mugegawa-chō) en Mugi (武儀町, Mugi-chō) en de dorpen Horado (洞戸村, Horado-mura), Itadori (板取村, Itadori-mura) en Kaminoho (上之保村, Kaminoho-mura) bij de stad gevoegd.

## Bezienswaardigheden
- In de Nagara wordt de aalscholvervisserij (Ukai) beoefend.
- Miroku-Ji, de restanten van een historisch heiligdom
- Seki Zenkoji, een kleine boeddhistische tempel
- Kasuga jinja uit 1433, de spirituele basis van zwaardsmeden en messenmakers
- Shin Hasedera tempel
- Hazama Fudoson, boeddhistische tempel
- Sumi-e van Toko Shinoda in het stadhuismuseum
- Seki Festival op de derde zaterdag in april
- Zwaarden en messenmuseum en - festival in het tweede weekeinde van oktober

## Economie
Een van de bekendste producten van Seki zijn messen.
In 1229 begon Motoshige als eerste zwaardsmid in Seki. Vooral door de gunstige ligging van Seki in een gebied rijk aan natuurlijke materialen voor messen en zwaardenproductie (hoge kwaliteit staalzand, hout, water en houtskool) kwam deze tak van industrie in de Muromachiperiode (1333-1568) tot bloei en waren er ruim 300 zwaardsmeden actief. Na het afschaffen van de samoeraiklasse werd overgeschakeld op de productie van messen en ander snijgerei.

## Verkeer
Seki ligt aan de Etsumi-Nan-lijn, de enige lijn van Nagaragawa Spoorweg, en de Minomachi-tramlijn.
Seki ligt aan de Tōkai-Hokuriku-autosnelweg, de Tōkai-Kanjō-autosnelweg en aan de autowegen 156, 248, 256 en 418.

## Stedenbanden
Seki heeft een stedenband met
- Huangshi, China
- Mogi das Cruzes, São Paulo, Brazilië (sinds 20 mei 1969)

## Geboren in Seki
- Toko Shinoda, sumi-e schilder
- Saori Oguri (小栗 左多里, Oguri Saori), mangaka
- Ryosuke Nakajima (中島 良輔, Nakajima Ryosuke), voetballer

## Aangrenzende steden
- Gero
- Gifu
- Gujo
- Kakamigahara
- Mino
- Minokamo
- Motosu
- Ōno
- Yamagata